# 科学知识图谱
科学知识图谱也称为知识域可视化（Mapping Knowledge Domains），是用于绘制、分析和显示学科或学术研究主体之间的相互联系，用于揭示显示科学知识发展进程与结构关系的可视化工具。在多数情况下，科学知识图谱采用图结构进行可视化表示，使用节点代表作者、学术机构、科学文献或关键词，使用连线代表作者、机构间的合作关系，文献间的引用关系，以及关键词间的共现关系。

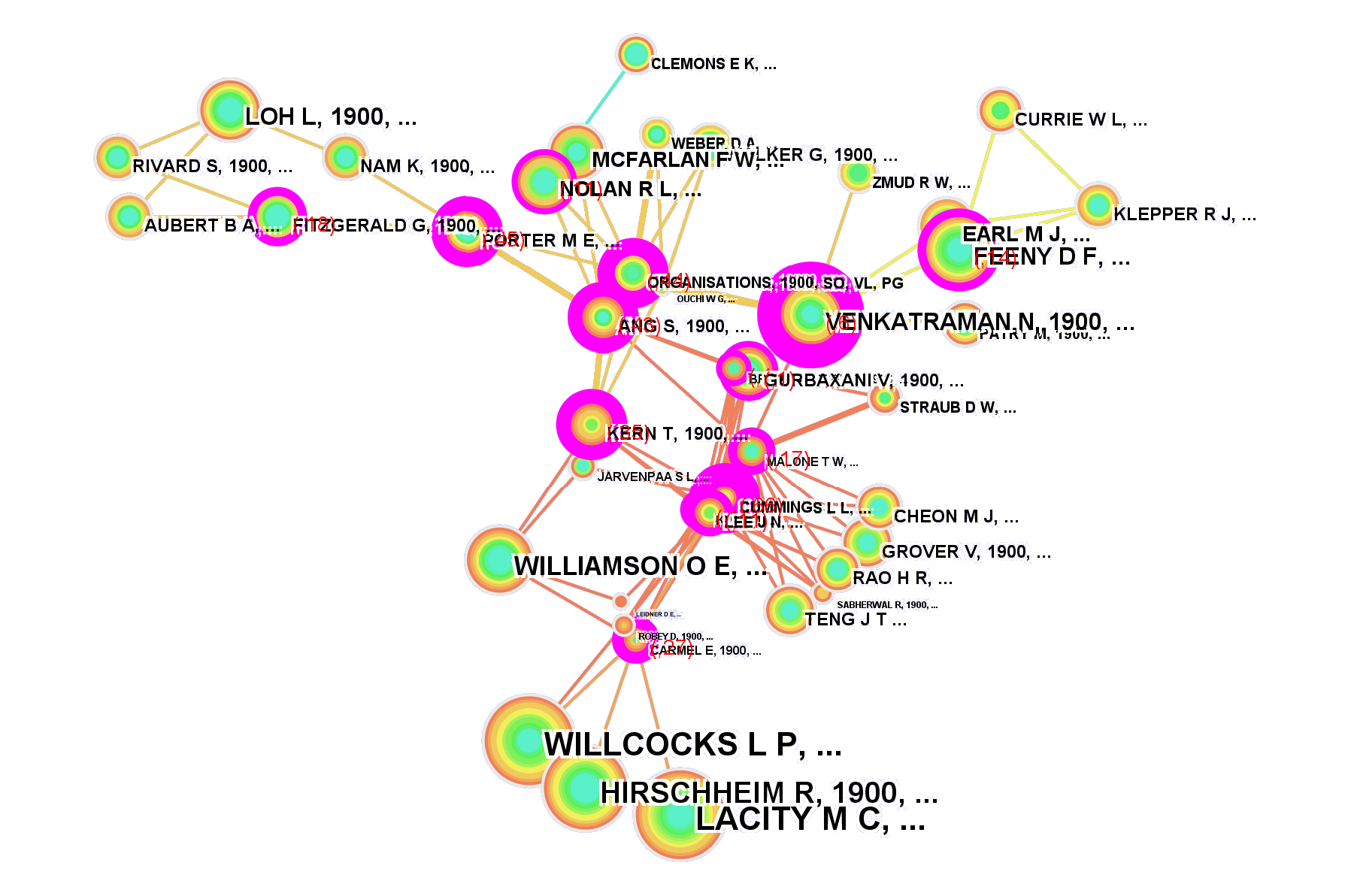
一个表现作者合作关系的科学知识图谱

在中国大陆地区，科学知识图谱常被简称为知识图谱，但其内涵不同于Google所提出的知识图谱（Knowledge Graph），科学知识图谱是图书情报学领域的概念，侧重于以可视化的方式表示知识单元的联系，Google知识图谱是计算机领域的概念，侧重于以结构化的数据形式（如RDF）描述客观世界中概念、实体及其关系。
绘制科学知识图谱的常用工具包括CiteSpace、Ucinet、Gephi、Bibexcel等。